# Route régionale 206 (Norvège)
La route régionale 206 (en norvégien : Fylkesvei 206 - Fv206) est une route  norvégienne reliant Flisa à la frontière suédoise.
Avant le 1er janvier 2010, la route était une route nationale, après l'entrée en vigueur de la réforme régionale, elle a le statut de route régionale.